# Ohnišťany
Ohnišťany település Csehországban, a Hradec Králové-i járásban. Ohnišťany Myštěves, Smidary, Staré Smrkovice, Šaplava, Lískovice és Chomutice településekkel határos. Lakosainak száma 337 fő (2024. január 1.).

## Népesség
A település lakosságának változását az alábbi diagram mutatja:
| Lakosok száma | 815  | 745  | 696  | 451  | 407  | 330  | 316  | 328  | 337  | 337  |
|               | 1869 | 1890 | 1921 | 1950 | 1980 | 2001 | 2017 | 2019 | 2022 | 2024 |